# Franco Bertoldi
Franco Bertoldi (San Candido, 13 dicembre 1920 – Trento, 21 marzo 2005) è stato un pedagogista italiano, studioso di pedagogia e didattica nel quadro del personalismo cristiano.

## Biografia
Secondo di una famiglia di otto figli (il primo è il politico Luigi Bertoldi), si diploma all'Istituto magistrale e successivamente, come privatista, prende la maturità scientifica per poi frequentare l'università e laurearsi in Scienze politiche a Padova.
Dopo una decennale esperienza come maestro elementare, Franco Bertoldi passa a insegnare il tedesco nella scuola secondaria di primo grado, vincendo quindi la cattedra di diritto ed economia all'Istituto tecnico per ragionieri di Trento.
Ha collaborato come pubblicista a quotidiani locali e nazionali (Il Sole 24 Ore, Giornale sera, L'Adige) ed a riviste di pedagogia, particolarmente per l'Editrice La Scuola di Brescia.
Come libero docente e quindi come ordinario ha insegnato all'Università La Sapienza di Roma, all'Università Cattolica del Sacro Cuore a Milano e a Brescia, concludendo la carriera come docente di pedagogia generale presso l'Ateneo trentino. Sempre a Trento ha fondato il Seminario permanente di pedagogia, proseguito poi con l'Osservatorio sulla didattica, presso la locale facoltà di lettere e filosofia, operando in collaborazione con Aldo Nardi, sui temi della didattica universitaria e dell'orientamento di personalità. Ha tenuto corsi in Italia e all'estero.
Allievo di Norberto Bobbio, con cui si è laureato, ha proposto una prima riflessione sui rapporti fra realtà sociale ed economica e la scuola, impegnandosi infine negli studi di pedagogia e didattica sotto la guida di Aldo Agazzi.

## Il pensiero
L'impegno di Franco Bertoldi per la realtà sociale, anche nelle sue modalità istituzionali, lo ha portato ad interessarsi agli aspetti educazionali, con particolare attenzione alle strutture dell'autonomia (relazionata) del Trentino-Alto Adige; mentre il richiamo alle indagini offerte dalla teoria dei sistemi lo ha sollecitato alla complessità del fatto educativo-didattico, a partire dalla sperimentazione per orientarsi sui compiti dell'educatore come soggetto responsabile della qualità della scuola.
Prende rilievo, nelle ultime ricerche di Bertoldi, il tema dell'intenzionalità, letta anche come manifestazione degli esiti di formazione a cui l'insegnante stesso è stato sottoposto nella sua preparazione alla docenza.
Rimane significativo il contributo di Bertoldi nel Trattato di didattica del 1977, dalle cui ricerche sono nate, successivamente, le sue riflessioni sulla ricordata intenzionalità e le ulteriori indagini intorno ai rapporti fra scuola e società, che hanno occupato il suo impegno di studioso.
Dal sistema sociale al sistema educativo: nella riflessione di Bertoldi assume un posto di primo piano la relazione fra quelli che egli chiama «centri d'istruzione» (scuole), e i «centri di cultura» (associazioni formative non scolastiche), ai quali ultimi ha dedicato una specifica attenzione, tenendo conto anche della formazione di adulti e della cooperazione.
L'orientamento della personalità: un ulteriore e più recente ambito di ricerca si riferisce all'orientamento, non inteso come meramente professionale, ma avendo riguardo a quello che Bertoldi chiama appunto “orientamento di personalità”, a partire dalla “base di formazione” come premessa alla “formazione di base” e oltre. In questa prospettiva egli insiste sul principio di accettazione del soggetto come si presenta all'educatore. Ciò spiega le ricerche svolte in ordine di diversi ambienti (micro, meso, macro) con richiamo ai quesiti posti dalla pressione dell'interesse politico e dal tornaconto economico, a difesa dei quali egli pone l'educazione familiare e scolastica.
In questo modo Franco Bertoldi riesce a collegare l'azione didattica con la realtà in cui è immersa la scuola, imponendo alla didassi, come teoria della didattica, un collegamento con quelle che egli chiama scienze connesse e concludendo con un energico richiamo alla necessità di una migliore e più aggiornata formazione dei genitori e degli operatori scolastici.
Un ampio spazio della sua vita di studioso e un vasto settore del suo impegno di educatore F. Bertoldi ha dedicato, assieme all'amico e collega prof. Gino Dalle Fratte, alla formazione del personale educativo e insegnante dei vari gradi e ordini di scuola negli ambiti sia nazionale sia locale tra loro, peraltro, dialetticamente interconnessi sul piano dei rapporti “teoria – prassi”. Va ricordata in proposito, per il suo valore emblematico, l'intensa attività svolta negli anni ‘80-'90 del secolo scorso nel quadro dei programmi di formazione in servizio delle insegnanti delle Scuole equiparate dell'infanzia trentine.

## Principali pubblicazioni
Giornalismo:
- Vecchia Trento, Monauni, Trento 1957
- Domande e risposte per Fassa: inchiesta giornalistica de "l'Adige" Velox, Trento 1972

Studi di diritto ed economia:
- L'ordinamento costituzionale del Trentino-Alto Adige, Giuffrè, Milano 1954
- Le leggi di intervento nell'economia regionale, Trento 1956
- Il Trentino-Alto Adige, Giuffrè, Milano 1958
- Aspetti del piano quinquennale di sviluppo economico, Ed. R. Noccioli, Firenze 1965
- Codice della Regione Trentino-Alto Adige: raccolta della legislazione vigente corredata di bibliografia, giurisprudenza, note, indici. Temi, Trento 1970

Studi di pedagogia e didattica:
- Educazione e cultura, La Scuola, Brescia 1964
- Educazione ed economia, Saturnia, Trento 1967
- Educazione e turismo, Saturnia, Trento 1968
- Sommario di didattica, Minerva Italica, Bergamo 1969
- Profilo della pedagogia tedesca d'oggi, Didax. Produzioni didattiche, Bergamo 1972
- Seminario di didattica, Minerca Italica, Bergamo 1973
- I sistemi nella didattica, Vita e pensiero, Milano 1974
- Le nuove dimensioni della funzione docente, Vita e pensiero, Milano 1975
- Sperimentazione, Editrice La Scuola, Brescia 1976
- Teoria sistemica dell'istruzione, Editrice La Scuola, Brescia 1977
- Didattica degli adulti, Vita e Pensiero, Milano 1978
- Trattato di didattica, Minerva Italica, Bergamo voll. 2 1978-1979
- La formazione a distanza, Armando, Roma 1980
- Critica della certezza pedagogica , Armando, Roma 1981-Armando, Roma  seconda edizione 1988
- Studiare con i nostri figli Ed. Paoline, Roma 1984
- Il cibo e l'esca vol. I, Saturnia, Trento 1988; vol. II Metauro, Fossombrone 1994
- L'intenzione educativa (a cura di), Editrice La Scuola, Brescia 1996
- Oltre la valutazione (a cura di, in collaborazione con N. Serio), Armando, Roma 1999.